# Liberty (hrabstwo Outagamie)
Liberty – miasto w Stanach Zjednoczonych, w stanie Wisconsin, w hrabstwie Outagamie.